# Francisco Viacava
Francisco Viacava (São Paulo) é um médico sanitarista e pesquisador brasileiro da área da informação e avaliação em saúde. Formou-se em Medicina, na Universidade Estadual de Campinas (Unicamp), em 1970. Realizou Mestrado em Medicina Preventiva (1974), na Universidade de São Paulo, e, em Nutrição Humana (1975), na Universidade Columbia (1974). Foi servidor da Financiadora de Estudos e Projetos (Finep) até se transferir para a Fundação Oswaldo Cruz (Fiocruz), em 1982. Nesta instituição, chefiou o Laboratório de Informação em Saúde, no Instituto de Comunicação e Informação Científica e Tecnológica em Saúde (Icict). Ao longo de sua trajetória, dedicou-se, principalmente, ao estudo de temas como: informação em saúde, avaliação de sistemas e serviços, inquéritos populacionais e utilização e acesso a serviços. Em 29 de maio de 2015, recebeu o título de Pesquisador Emérito da Fiocruz.

## Obra
- PAVÃO, A. L.; DUARTE, C. R. B.; VIACAVA, F.; OLIVEIRA, R. A. D. Aspectos socioeconômicos, de estrutura e de desempenho dos serviços de saúde das 17 regiões de saúde do Projeto Região e Redes. Novos Caminhos, n. 7, p. 1-31, maio 2016.
- VIACAVA, F.; TRAVASSOS, C.; DACHS, N. Inquéritos nacionais em saúde no Brasil. Ciência & Saúde Coletiva, v. 11, n. 4, pp. 860–860, 2006.
- LEAL, M. C.; VIACAVA, F. Maternidades no Brasil. Radis comunicação em saúde, n. 2, setembro 2002.
- VIACAVA, F.; BAHIA, L. Oferta de serviços de saúde : uma análise da pesquisa assistência médico-sanitária (AMS) de 1999. Brasília: Ipea, 2002.
- VIACAVA, F. A desnutrição no Brasil: uma análise do Estudo nacional da despesa familiar (IBGE 74/75) para o Nordeste, Estado de São Paulo e Estado do Rio de Janeiro. Petrópolis: Ed Vozes, 1983. 199 p.